# Négativité de discordance
En neurosciences, la négativité de discordance (en anglais MMN ou mismatch negativity) est une onde cérébrale observée en EEG qui traduit un changement du stimulus, par exemple lorsqu'un nouveau stimulus apparait dans une séquence de stimuli identiques.
Elle a été étudiée dans l'autisme où elle est altérée (plus précoce chez l'autiste, ce qui pourrait expliquer leur intolérance au changement)[réf. nécessaire].